# Marcin Jałocha
Marcin Jałocha (Cracovia, 17 marzo 1971) è un ex calciatore polacco, di ruolo difensore.

## Carriera
Con la Nazionale polacca ha vinto la medaglia d'argento ai Giochi olimpici 1992.